# 龍源寺 (三鷹市)
龍源寺（りゅうげんじ）は、東京都三鷹市にある曹洞宗系の単立寺院。

## 歴史
1644年（正保元年）、家山東伝によって開山された。所在地が大沢であり、旧大沢村にあることから、山号が「大沢山」となっている。
当寺は人見街道に接しており、江戸時代に徳川将軍は鷹狩のために江戸郊外のこの地を度々訪れては、休憩所としていた。

## 近藤勇の墓
当寺は、新選組局長近藤勇の墓があることで知られている。板橋刑場での処刑後、遺族が勇の遺体を引き取り、当寺に葬ったものという。山門横の左隅に近藤勇の胸像がある。近藤勇百年祭のときに造立された。三鷹市剣道連盟では、毎年「近藤勇先生慰霊剣道大会」を挙行している。

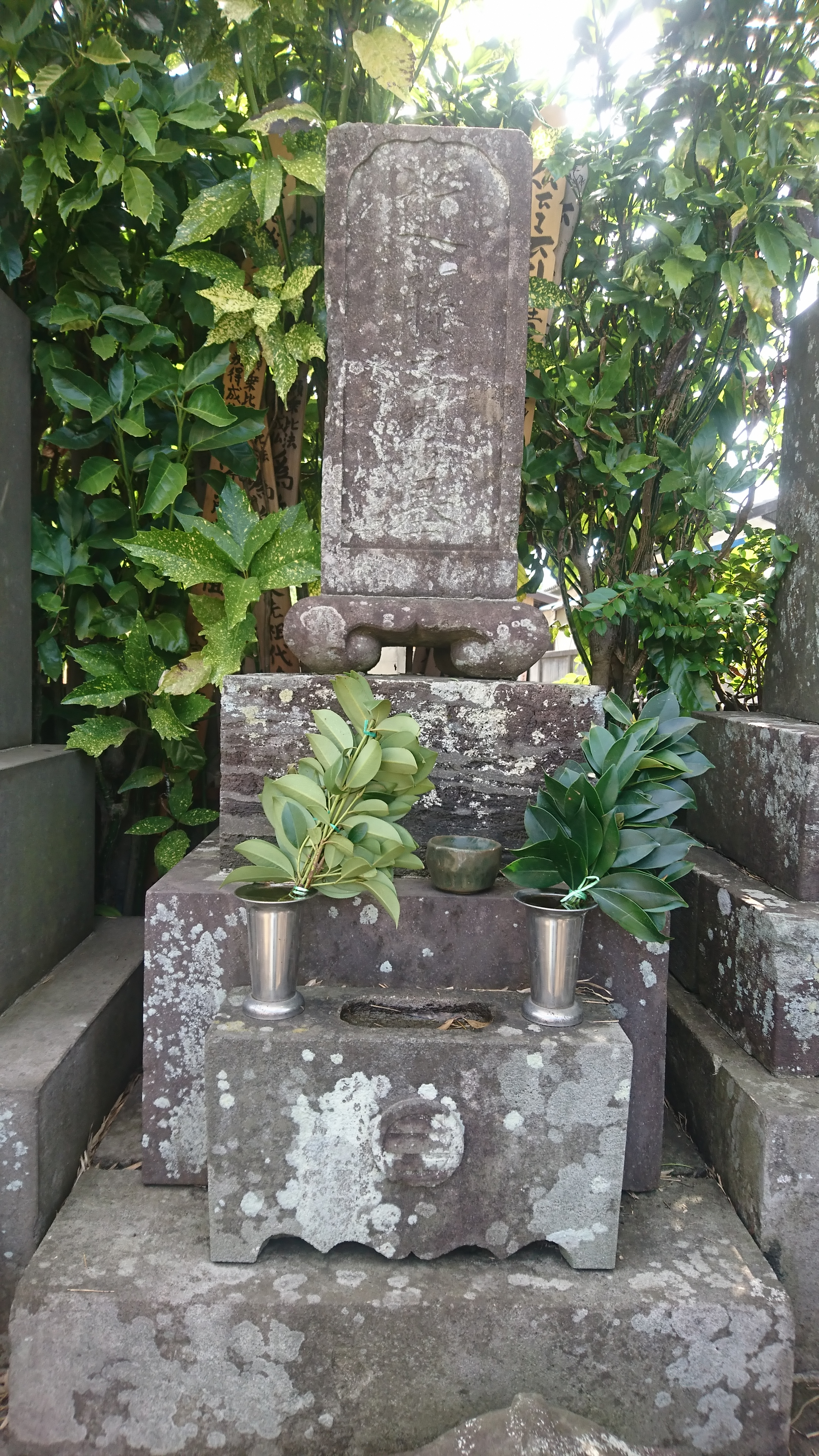
近藤勇の墓
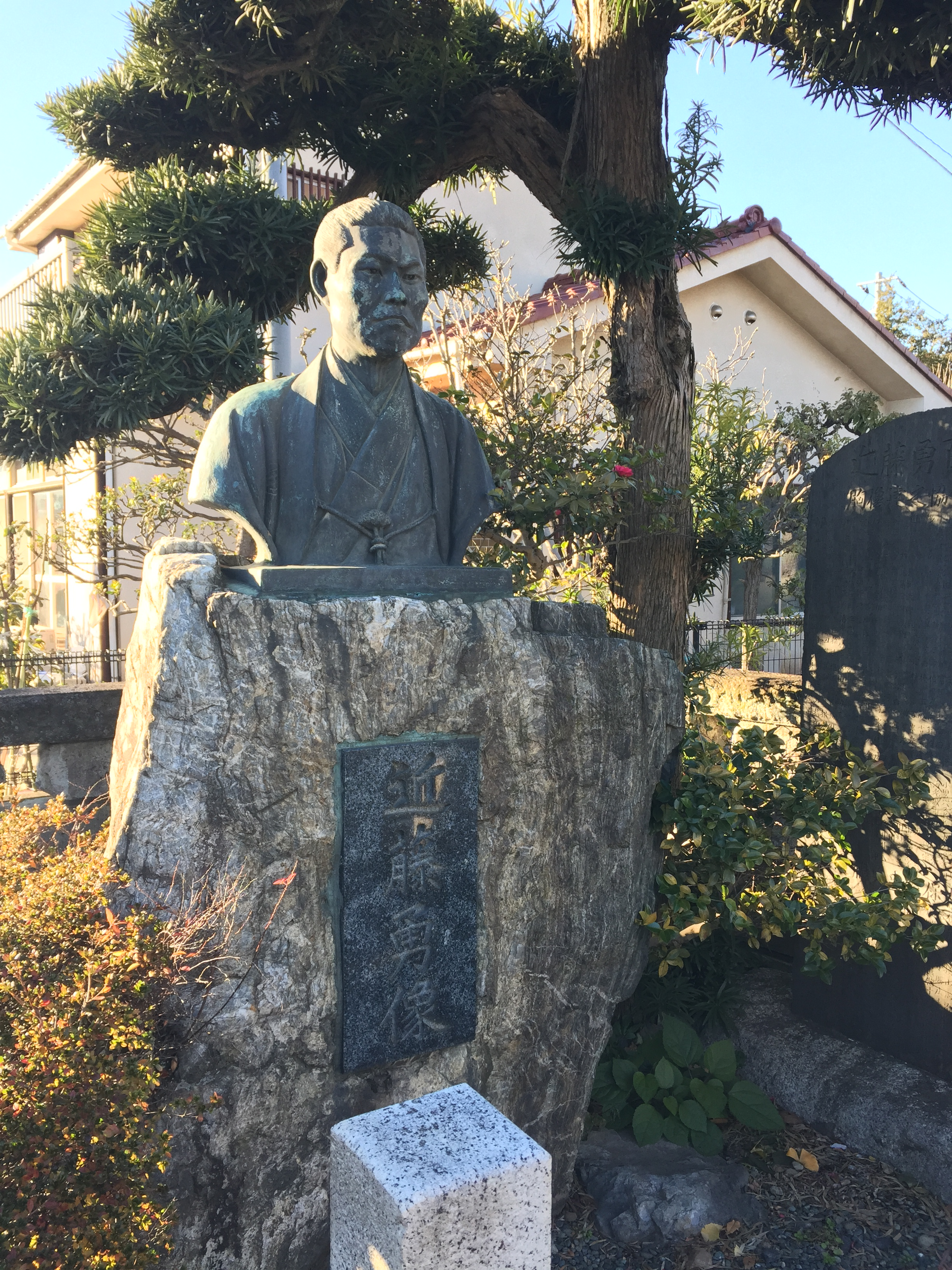
近藤勇の像
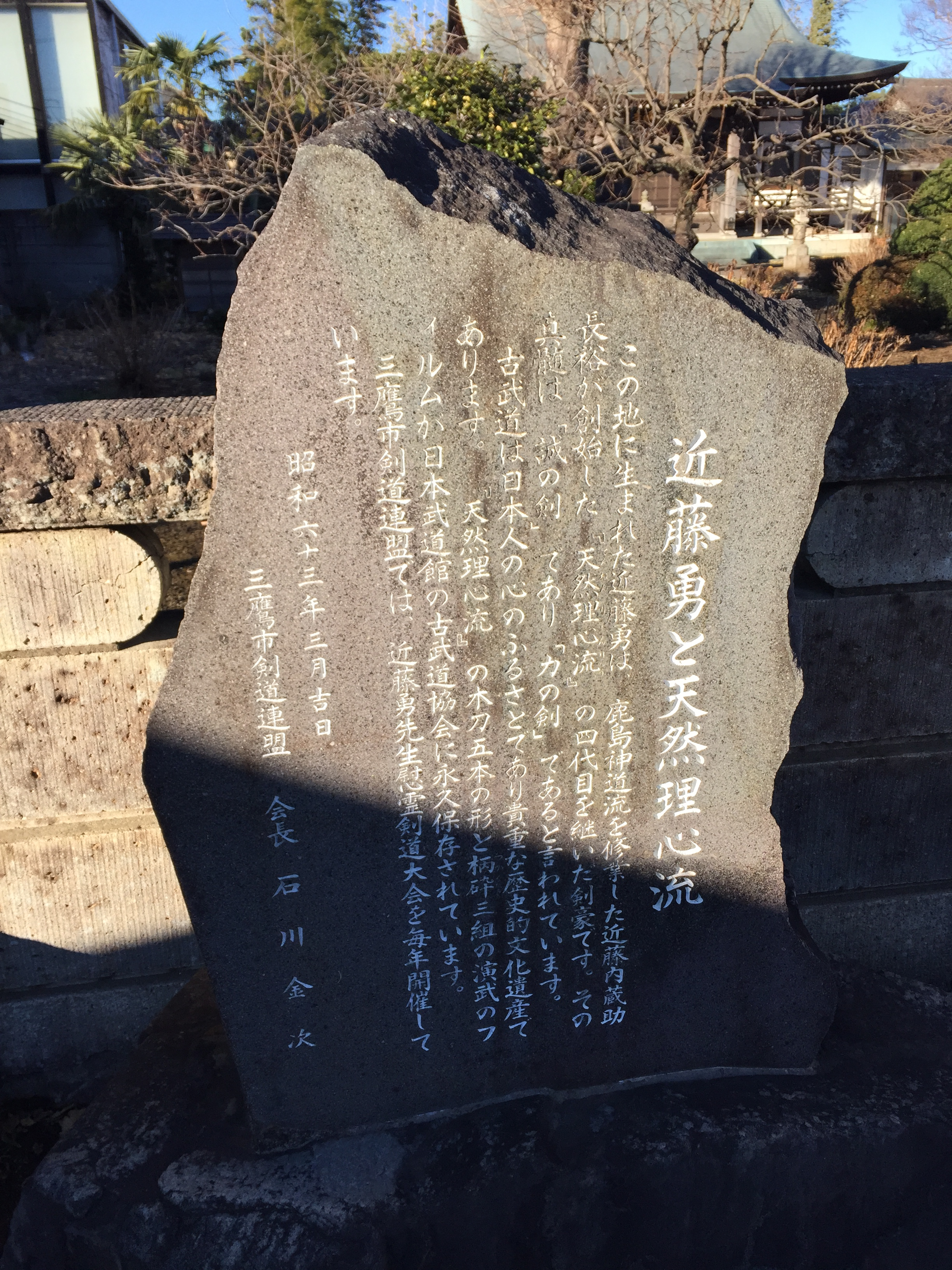
近藤勇と天然理心流

## 交通アクセス
- 多磨駅より徒歩15分。